# Deoghar (Distrikt)
Deoghar ist ein ca. 2477 km² großer Distrikt im indischen Bundesstaat Jharkhand. Verwaltungssitz ist die gleichnamige Stadt Deoghar. 

## Geschichte
Das Land war bis ins 19. Jahrhundert nur dünn besiedelt. Denn die Gegend war selbst in den Tälern von Wald bedeckt. Die ursprünglichen Bewohner des Gebiets sind die Paharia (wörtlich: in den Hügeln lebende Menschen; in den Volkszählungen Indiens aufgeteilt in die Kumarbagh Paharia, Mal Paharia und Sauria Paharia). Nur wenige Siedlungen erreichten Stadtstatus. Darunter war Deoghar, das 1201 Hauptstadt von Bihar wurde. Das Gebiet gehörte (nominell) von dieser Zeit bis 1576 zum Sultanat von Bengalen. Und danach von 1576 bis 1765 (nominell) zum Mogulreich. Der heutige Distrikt gehörte zu dem Teil Indien, das 1765 an die Britische Ostindien-Kompanie abgetreten wurde. Da die Gegend wirtschaftlich uninteressant und die Einheimischen sehr auf ihre Unabhängigkeit bedacht waren, wurde sie von Bhagalpur aus verwaltet. Es gab keine Verwaltungsinstanzen und Festungen der Kompanie im Gebiet. Die Kompanie regierte das Gebiet unter Mithilfe der Dorfältesten und Stammeshäuptlingen. Um 1820 begann die Kompanie die wirtschaftliche Entwicklung. Da sich die Paharia aus religiösen Gründen (Bäume waren ihnen heilig) weigerten, die Täler zu roden, wurden Leute aus dem Volk der Santal angesiedelt. Diese fällten den Wald in den Tälern und begannen mit der Landwirtschaft. Die Ostindien-Kompanie stellte den Siedlern Besitzurkunden aus. Die Paharia zogen sich ins weiterhin bewaldete Bergland zurück. Weitere Siedler kamen aus Bihar und aus Bengalen. Weil die Santal sich von der Kompanie ungerecht behandelt fühlten, begannen sie 1855 den Santal-Aufstand. Dieser wurde brutal niedergeschlagen. Nach dem Ende des Aufstands begannen die Briten eine Reform. Mit der Regulation XXXVII wurde das Gebiet 1855 der Präsidentschaft Bengalen unterstellt. Ein Vize-Gouverneur verwaltete den Distrikt Sant(h)al Pargana von Bhagalpur aus. Einer der fünf Unterbezirke war Deoghar (damals Deogarh). Ein weiterer Aufstand der Santal im Jahr 1872 führte zu weiteren Veränderungen. Die Gebietshauptstadt wurde von Bhagalpur nach Dumka verlagert, das ebenso wie Deoghar Teil des Distrikts Sant(h)al Pargana war. Beim Streben nach Unabhängigkeit von den Briten beteiligten sich auch Personen aus dem Distrikt an den Demonstrationen und Streiks. Nach der Unabhängigkeit Indiens gehörte der heutige Distrikt bis 2000 zum Staat Bihar. Im Jahr 1981 wurde der damalige Distrikt Sant(h)al Pargana geteilt. Dadurch entstand der heutige Distrikt Deoghar. Seit den 1960er-Jahren ist der Distrikt stark vom Naxalitenaufstand betroffen.

## Bevölkerung

### Übersicht
Die Einwohnerzahl lag bei 1,5 Millionen im Jahr 2011. Die Bevölkerungswachstumsrate im Zeitraum von 2001 bis 2011 betrug 28,03 % und lag damit sehr hoch. Deoghar hat ein Geschlechterverhältnis von 925 Frauen pro 1000 Männer und damit einen für Indien häufigen Männerüberschuss. Der Distrikt hatte 2011 eine Alphabetisierungsrate von 64,85 %, eine Steigerung um knapp 14 Prozentpunkte gegenüber dem Jahr 2001. Die Alphabetisierung liegt damit allerdings immer noch weit unter dem nationalen Durchschnitt. Knapp 78,1 % der Bevölkerung sind Hindus, ca. 20,3 % sind Muslime, ca. 0,4 % sind Christen und ca. 1,2 % gaben keine Religionszugehörigkeit an oder praktizierten andere Religionen. 18,0 % der Bevölkerung sind Kinder unter 6 Jahre.

### Bevölkerungsentwicklung
In den ersten Jahrzehnten des 20. Jahrhunderts wuchs die Bevölkerung langsam. Grund hierfür waren Seuchen, Krankheiten und Hungersnöte. Seit der Unabhängigkeit Indiens hat sich die Bevölkerungszunahme beschleunigt. Seit 1961 war in den jeweils zehn Jahren zwischen den einzelnen Volkszählungen ein sehr starkes Wachstum zu verzeichnen. Während die Bevölkerung in der ersten Hälfte des 20. Jahrhunderts um rund 29 % zunahm, betrug das Wachstum zwischen 1961 und 2011 209 %. Die Bevölkerungszunahme zwischen 2001 und 2011 lag bei 28,03 % oder rund 327.000 Menschen. Die Entwicklung verdeutlichen folgende Tabellen:
| Jahr      | 1901    | 1911    | 1921    | 1931    | 1941    | 1951    | 1961    | 1971    | 1981    | 1991    |
| Einwohner | 328.582 | 341.867 | 326.618 | 373.326 | 406.874 | 422.824 | 482.704 | 584.632 | 708.828 | 933.113 |

### Bedeutende Orte
Im Distrikt gibt es mit dem Hauptort Deoghar und Madhupur laut der Volkszählung 2011 nur zwei Orte, die als Städte (towns und census towns) gelten. Dies widerspiegelt den geringen Anteil an städtischer Bevölkerung im Distrikt. Denn nur 258.361 der 1.492.073 Einwohner oder 17,32 % leben in städtischen Gebieten.

### Volksgruppen
In Indien teilt man die Bevölkerung in die drei Kategorien general population, scheduled castes und scheduled tribes ein. Die scheduled castes (anerkannte Kasten) mit (2011) 190.036 Menschen (12,74 Prozent der Bevölkerung) werden heutzutage Dalit genannt (früher auch abschätzig Unberührbare genannt). Die scheduled tribes sind die anerkannten Stammesgemeinschaften mit (2011) 180.962 Menschen (12,13 Prozent der Bevölkerung), die sich selber als Adivasi bezeichnen. Zu ihnen gehören in Jharkhand 32 Volksgruppen. Mehr als 5000 Angehörige zählen die Santal (133.576 Personen oder 8,95 % der Distriktsbevölkerung), Kol (17.618 Personen oder 1,18 % der Distriktsbevölkerung), Paharia (12.269 Personen oder 0,82 % der Distriktsbevölkerung) und Mahli (7558 Personen oder 0,51 % der Distriktsbevölkerung).

### Bevölkerung des Distrikts nach Bekenntnissen
Der Distrikt hat zwar eine deutliche hinduistische Mehrheit. Doch gibt es mit den Muslimen eine große und mit den Christen und Anhängern traditioneller Religionen zwei kleinere Minderheiten im Distrikt.
In den meisten Blocks des Distrikts gibt es klare hinduistische Mehrheiten. In den zwei Blocks Madhupur und Palojori sind allerdings nur etwas mehr als 60 % der jeweiligen Bevölkerung Hindus. Und im Block Margo Munda sind die Hindus mit 47,16 % Bevölkerung nur zweitstärkste Glaubensgemeinschaft hinter den Muslimen (48,35 % Bevölkerungsanteil). Neben Margo Munda gibt es auch in den Blocks Karon (22,58 %), Madhupur (38,07 %), Palojori (31,13 %) und Sona Rai (27,51 %) starke muslimische Minderheiten.
Die Anhängerschaft der traditionellen Religionen konzentriert sich in den Blocks Devipur, Karon, Margo Munda, Palojori und Sarath. Christliche Minderheiten wohnen überwiegend in den Blocks Deoghar und Madhupur. Die genaue religiöse Zusammensetzung der Bevölkerung zeigt folgende Tabelle:
| Jahr                                   | Buddhisten | Buddhisten | Christen | Christen | Hindus    | Hindus | Jainas | Jainas | Muslime | Muslime | Sikhs | Sikhs | Andere Religionen | Andere Religionen | keine Angaben | keine Angaben | Total     | Total    |
| Jahr                                   | Zahl       | %          | Zahl     | %        | Zahl      | %      | Zahl   | %      | Zahl    | %       | Zahl  | %     | Zahl              | %                 | Zahl          | %             | Zahl      | %        |
| -------------------------------------- | ---------- | ---------- | -------- | -------- | --------- | ------ | ------ | ------ | ------- | ------- | ----- | ----- | ----------------- | ----------------- | ------------- | ------------- | --------- | -------- |
| 2011                                   | 188        | 0,01       | 6027     | 0,40     | 1.165.140 | 78,09  | 282    | 0,02   | 302.626 | 20,28   | 143   | 0,01  | 16.067            | 1,08              | 1600          | 0,11          | 1.492.073 | 100,00 % |
| Quelle: Ergebnis der Volkszählung 2011 |            |            |          |          |           |        |        |        |         |         |       |       |                   |                   |               |               |           |          |

## Bildung
Dank bedeutender Anstrengungen steigt die Alphabetisierung. Sie ist dennoch noch weit weg vom Ziel der kompletten Alphabetisierung. Typisch für indische Verhältnisse sind die starken Unterschiede zwischen Stadt und Land sowie den Geschlechtern. Mehr als neun von zehn Männern in den Städten können lesen und schreiben – aber weniger als die Hälfte der Frauen auf dem Land. Seit der Gründung des Bundesstaats Jharkhand hat sich die Einschulungsrate deutlich erhöht. Mittlerweile gehen laut Angaben des Bundesstaats Jharkhand rund 95 % der Kinder im entsprechenden Alter in die Grundschule. Dies hat zu einem deutlichen Anstieg der Alphabetisierung zwischen 2001 und 2011 geführt.
| Alphabetisierung im Distrikt Deoghar                |                   |                   |                   |                   |
| Einheit                                             | Volkszählung 2001 | Volkszählung 2001 | Volkszählung 2011 | Volkszählung 2011 |
| Einheit                                             | Anzahl            | Anteil            | Anzahl            | Anteil            |
| GESAMT                                              | 469.652           | 50,09 %           | 793.538           | 64,85 %           |
| Männer                                              | 327.557           | 66,38 %           | 489.837           | 76,85 %           |
| Frauen                                              | 142.095           | 31,99 %           | 303.701           | 51,80 %           |
| STADT GESAMT                                        | 113.183           | 82,33 %           | 188.646           | 84,36 %           |
| Stadt-Männer                                        | 67.185            | 89,62 %           | 106.965           | 90,24 %           |
| Stadt-Frauen                                        | 45.998            | 73,59 %           | 81.681            | 77,73 %           |
| LAND GESAMT                                         | 356.469           | 44,55 %           | 604.892           | 60,49 %           |
| Land-Männer                                         | 260.372           | 62,22 %           | 382.872           | 73,80 %           |
| Land-Frauen                                         | 96.097            | 25,18 %           | 222.020           | 46,14 %           |
| Quelle: Ergebnisse der Volkszählungen 2001 und 2011 |                   |                   |                   |                   |

## Verwaltungsgliederung
Deoghar ist in zwei Sub-Divisionen und 10 Blöcke gegliedert:. Der Distrikt hat mit Deoghar und Madhupur zwei municipalitys und 2354 bewohnte Dörfer mit 194 Dorfräten (Panchayat).
| Block           | Sub-Division | Fläche in km² | Einwohner 2011 |
| --------------- | ------------ | ------------- | -------------- |
| Deoghar         | Deoghar      | 408,10        | 346.089        |
| Devipur         | Deoghar      | 266,27        | 107.015        |
| Karon           | Madhupur     | 157,21        | 88.251         |
| Madhupur        | Madhupur     | 265,63        | 190.748        |
| Margomunda      | Madhupur     | 155,09        | 86.733         |
| Mohanpur        | Deoghar      | 362,15        | 175.845        |
| Palojori        | Madhupur     | 303,22        | 161.281        |
| Sarath          | Madhupur     | 318,45        | 169.238        |
| Sarwan          | Deoghar      | 170,98        | 90.757         |
| Sona Rai Tharhi | Deoghar      | 138,76        | 76.116         |